# FK Riteriai
FK Riteriai (Futbolo klubas Riteriai) är en litauisk fotbollsklubb från Vilnius. 
Fotbollsklubben grundades 2005, med namnet FK Trakai. 2014 flyttades laget upp till den litauiska högstaligan.
Klubbens färger är gult och blått. De spelar på LFF stadionas i Vilnius (kapacitet 5 400).

## Historia

### 2005–2013
Klubben grundades 2005 för att erbjuda aktiviteter och idrott för framför allt barn. 2006 lades konstgräs på klubbens arena. Samma år steg klubben in i det litauiska seriesystemets fjärde nivå, LFF III Lyga. 2010 flyttades de upp till Antra lyga (D3), och redan 2011 till Pirma lyga (D2). De tog sedan steget upp till A lyga efter att ha slutat trea 2013. Sommartid organiserar klubben ungdomscamper i samarbete med AC Milan.

### 2014–nutid
Sedan 2014 spelar FK Trakai i den litauiska högstaligan. Den första säsongen slutade de fyra.
Inför säsongen 2015 gjorde man klart med en ny tränare i Valdas Urbonas. Flera tidigare spelare lämnade i samband med det klubben. Den 2 juli 2015 debuterade FK Trakai i UEFA Europa League med en match mot Havnar Bóltfelag från Färöarna i första omgången som Trakai vann med 7–1. Trakai förlorade sedan i den andra omgången mot den cypriotiska klubben Apollon Limassol.
2016 slutade FK Trakai som tvåa i A lyga och kvalificerade sig återigen för spel i Europa League, där slog man ut det skotska laget Saint Johnstone i första omgången.

## Meriter
- A lyga
  - Silver (2): 2015, 2016 
  - Brons (3): 2017, 2018, 2019
- Litauiska Cupen
  - Silver (1): 2016
- Litauiska Supercupen
  - Silver (2): 2016, 2017

## Placering tidigare säsonger

### FK Trakai (till28 januari2019)
| Säsong | Nivå | Liga                | Placering | Referens | Notering                        |
| ------ | ---- | ------------------- | --------- | -------- | ------------------------------- |
| 2010   | 3    | Antra lyga (Pietūs) | 4         | [ 3 ]    | Uppflyttad till Pirma lyga 2011 |
| 2011   | 2    | Pirma lyga          | 4         | [ 4 ]    |                                 |
| 2012   | 2    | Pirma lyga          | 4         | [ 5 ]    |                                 |
| 2013   | 2    | Pirma lyga          | 3         | [ 6 ]    | Uppflyttad till A lyga 2014     |
| 2014   | 1    | A lyga              | 4         | [ 7 ]    |                                 |
| 2015   | 1    | A lyga              | 2         | [ 8 ]    |                                 |
| 2016   | 1    | A lyga              | 2         | [ 9 ]    |                                 |
| 2017   | 1    | A lyga              | 3         | [ 10 ]   |                                 |
| 2018   | 1    | A lyga              | 3         | [ 11 ]   |                                 |

### FK Riteriai (sedan28 januari2019)
| Säsong | Nivå | Liga       | Placering | Referens | Notering |
| ------ | ---- | ---------- | --------- | -------- | -------- |
| 2019   | 1    | A lyga     | 3         | [ 12 ]   |          |
| 2020   | 1    | A lyga     | 6         | [ 13 ]   |          |
| 2021   | 1    | A lyga     | 6         | [ 14 ]   |          |
| 2022   | 1    | A lyga     | 5         | [ 15 ]   |          |
| 2023   | 1    | A lyga     | 10        | [ 16 ]   |          |
|        |      |            |           |          |          |
| 2024   | 2    | Pirma lyga | 1         | [ 17 ]   |          |
| 2025   | 1    | A lyga     |           | [ 18 ]   |          |

### Europeiska cuperna
| Säsong    | Tävling            | Runda | Motståndare      | Hemma        | Borta | Sammanlagt   |  |
| --------- | ------------------ | ----- | ---------------- | ------------ | ----- | ------------ |  |
| 2015/2016 | UEFA Europa League | 1Q    | HB Tórshavn      | 3–0          | 4–1   | 7–1          |  |
| 2015/2016 | UEFA Europa League | 2Q    | Apollon Limassol | 0–0          | 0–4   | 0–4          |  |
| 2016/2017 | UEFA Europa League | 1Q    | Nõmme Kalju FC   | 2–1          | 1–4   | 3–5          |  |
| 2017/2018 | UEFA Europa League | 1Q    | St. Johnstone    | 1–0          | 2–1   | 3–1          |  |
| 2017/2018 | UEFA Europa League | 2Q    | Norrköping       | 2–1 (5–3 pn) | 1–2   | 3–3 (8–6 pn) |  |
| 2017/2018 | UEFA Europa League | 3Q    | Shkëndija        | 2–1          | 0–3   | 2–4          |  |
| 2018/2019 | UEFA Europa League | PR    | Cefn Druids      | 1–0          | 1–1   | 2–1          |  |
| 2018/2019 | UEFA Europa League | 1Q    | Irtysj Pavlodar  | 0–0          | 1–0   | 1–0          |  |
| 2018/2019 | UEFA Europa League | 2Q    | Partizan Belgrad | 1–1          | 0–1   | 1–2          |  |
| 2019/2020 | UEFA Europa League | 1Q    | KÍ Klaksvík      | 1–1          | 0–0   | 1–1          |  |
| 2020/2021 | UEFA Europa League | 1Q    | Derry City       | 3–2          | x     | 3–2          |  |
| 2020/2021 | UEFA Europa League | 2Q    | Slovan           | 1–5          | x     | 1–5          |  |

## Färger
FK Riteriai spelar i gula och blå trikåer, bortastället är mörkblå.
| FK RITERIAI | FK RITERIAI |

### Dräktsponsor
- 2011–14 Patrick
- 2015– Nike

### Trikåer
|  | 2006–2013 (Hemmakit) | 2006–2013 (Bortaställ) | 2014–2017 (Hemmakit) | 2014–2017 (Bortaställ) | 2018– (Hemmakit) | 2018– (Bortaställ) |

## Akademi
FK Riteriai driver en akademi i samarbete med AC Milan, Talentų futbolo akademija. Den startade 2013. 

## Arena
Sedan 2014 spelar FK Riteriai på LFF stadionas. Arenan, tidigare under namnet Vėtros stadionas, byggdes 2004 och kan ta emot cirka 5 500 åskådare.
Efter att FK Vėtra gått i konkurs tog det litauiska fotbollsförbundet kontrollen över arenan.
Stadion byggs för närvarande ut för att uppnå Uefas nivå 3 status, och kapaciteten kommer att ökas till cirka 8 000.

## Trupp 2025
Uppdaterad: 6 augusti 2025 
| 37 | Litauen   | MV | Artiom Šankin        |  |  |  |  |  |
|    |           |    |                      |  |  |  |  |  |
| 13 | Litauen   | F  | Gustas Gumbaravičius |  |  |  |  |  |
| 20 | Litauen   | F  | Milanas Rutkovskis   |  |  |  |  |  |
| 32 | Brasilien | F  | Arthur Pierino       |  |  |  |  |  |
| 50 | Litauen   | F  | Matas Latvys         |  |  |  |  |  |
| 11 | Litauen   | F  | Andrius Kazakevičius |  |  |  |  |  |
|    |           |    |                      |  |  |  |  |  |
| 14 | Litauen   | MF | Armandas Šveistrys   |  |  |  |  |  |

| 17 | Litauen | MF | Deimantas Rimpa         |  |  |  |  |  |
| 24 | Litauen | MF | Jonas Usavičius         |  |  |  |  |  |
| 29 | Litauen | A  | Andrius Kaulinis        |  |  |  |  |  |
| 30 | Litauen | MF | Simas Civilka           |  |  |  |  |  |
|    |         |    |                         |  |  |  |  |  |
| 11 | Nigeria | A  | Ebuka Onah              |  |  |  |  |  |
| 77 | Litauen | A  | Ernestas Januš Zdanovič |  |  |  |  |  |
| 22 | Litauen | A  | Juozas Lubas            |  |  |  |  |  |

## Kända spelare
- Valdemar Borovskij
- Deividas Česnauskis
- Vaidotas Šilėnas
- Nerijus Valskis
- Darius Miceika
- David Arshakyan
- Alyaksandr Bychanok
- Yury Kendysh
- Oscar Dorley
- Eugen Zasavițchi
- Diniyar Bilyaletdinov
- Yuri Mamaev

## Tränare
| Namn                              | Period                             |
| --------------------------------- | ---------------------------------- |
| Edgaras Jankauskas                | februari 2014–november 2014        |
| Virmantas Lemežis                 | november 2014–december 2014        |
| Valdas Urbonas                    | januari 2015–juli 2016             |
| Albert Ribak (tillfälliga)        | juli 2016–augusti 2016             |
| Serhiy Kovalets                   | augusti 2016–januari 2017          |
| Oleg Vasilenko                    | januari 2017–maj 2018              |
| "Kibu" Vicuna                     | maj 2018–oktober 2018              |
| Albert Ribak (tillfälliga)        | oktober 2018–december 2018         |
| Aurelijus Skarbalius              | december 2018–juli 2019            |
| Albert Ribak (tillfälliga)        | augusti 2019–december 2019         |
| Mindaugas Čepas                   | januari 2020–Juni 2020             |
| Vaidas Sabaliauskas (tillfälliga) | juni 2020–juli 2020                |
| Janusz Niedźwiedź                 | juli 2020–augusti 2020             |
| Vaidas Sabaliauskas (tillfälliga) | augusti 2020–augusti 2020          |
| Tommi Pikarainnen                 | sedan 8 augusti 2020.              |
| Vaidas Sabaliauskas (tillfälliga) | 2021                               |
| Miguel Moreira                    | 6 augusti 2021–30 november 2021    |
| Glenn Ståhl                       | januari 2022–6 maj 2022            |
| Pablo Villar                      | sedan maj 2022–24 mars 2023        |
| Vladimir Janković                 | 31 mars 2023–25 juli 2023          |
| Sławomir Cisakowski               | 14 februari 2024 – 16 januari 2025 |
| Nicola Vitorović                  | 14 februari 2025 – 3 juli 2025     |
| Gintautas Vaičiūnas               | sedan 3 juli 2025                  |